# Technicien-coordinateur de l’aide psychosociale aux aidants
 (juillet 2012).
Le Technicien-coordinateur de l’aide psychosociale aux aidants abrégé par le sigle TCAPSA est un métier qui se situe dans le groupe socioprofessionnel des professions intermédiaires et dans la catégorie socioprofessionnelle des techniciens. 

## Description
Le titre est délivré à un niveau bac + 3. Le métier consiste en l’assistance des familles et des proches de patients atteints de handicaps, d’accidents, de maladies chroniques ou d’âge avancé, conduisant le patient à un état de dépendance ou de perte d’autonomie. 
Le TCAPSA intervient auprès d’un public varié, les aidants et les aidés pouvant être des enfants, des adolescents, des adultes ou des personnes âgées. Ses missions consistent à prévenir et repérer les détresses et l’épuisement psychologique souvent sévère de ces aidants et des problématiques psychosociales portant atteinte à la qualité de la relation aidant-aidé et à leur qualité de vie respective, informer et l’orienter vers les structures sanitaires, sociales et associatives, en fonction de l’évaluation des besoins et difficultés repérés à travers l’écoute, l’identification et l’analyse de la nature des besoins exprimés par l’aidant, ses attentes mais aussi son usure, ainsi que l’observation de la dynamique du système familial et participer à la coordination de l’information avec les différents professionnels des réseaux associatifs et institutionnels à travers le suivi de situations ; contribuer aux actions de prévention et d’éducation pour la santé, et d’aider au développement et à l’application de programmes spécifiques centrés sur les aidants.

## Historique
La licence professionnelle TCAPSA s’inscrit dans le plan Alzheimer 2008/2012 proposé par Nicolas Sarkozy. Dès lors, elle reçoit l’appui ministériel dans un but de répondre tant à des besoins de sociétés (maintien du patient à domicile, diminution du coût engendré par une institutionnalisation d’un patient, par le biais de la prise en charge des difficultés quotidiennes de son aidant, etc.) qu’à des demandes d’importantes structures du secteur sanitaire et social (besoin de coordination entre les organismes, d’intervention en amont dans un but de prévention de l’épuisement de l’aidant, etc.).
Ainsi, le Conseil général de la Gironde a jugé urgent de former des professionnels de terrain, spécialisés dans l’aide aux aidants familiaux. De ce fait, celui-ci a accéléré l’ouverture de la licence pour l’année scolaire 2009/2010 et s’engage quant au bon déroulement de la formation, en proposant des aides financières et des conventions de stage. 
Cette licence est forte de son équipe pédagogique pluridisciplinaire. Elle est formée par des enseignants en psychologie travaillant en étroite collaboration avec des enseignants en santé publique et sociologie. L’équipe peut également compter sur le soutien et les interventions des professionnels de santé, travailleurs sociaux des secteurs publics et associatifs.
Ses cofondateurs sont entre autres le professeur Jean Bouisson (professeur des universités et psychologue), le docteur Jean-François Dartigues (professeur des universités, praticien hospitalier et chercheur de renommée internationale, spécialisé dans l’épidémiologie de la démence et de la maladie d’Alzheimer) et Madame Martine Jardiné (élue au sein de Conseil Général et professeur des universités). 
Cette nouvelle licence professionnelle a reçu bon nombre de lettres de soutien, d’organismes provenant de part et d’autre de la France. Nous pouvons citer parmi eux France Alzheimer, France Parkinson, la Ligue contre le cancer, etc.
Fort de sa formation universitaire (délivrant un métier de niveau II), le TCAPSA est capable d’apporter un regard nouveau concernant le champ sanitaire et social, et peut être amené à proposer de nouveaux outils de travail à son équipe pluridisciplinaire, pour lesquels il aura été formé tout au long de l’année par le biais d’un stage de seize semaines, suivant un principe d’alternance (une semaine de cours suivie de trois semaines de stage).
Le TCAPSA a acquis une autonomie nécessaire qui lui a permis de construire un nouveau réseau professionnel, afin de faire connaître au mieux ce nouveau métier auprès du grand public, professionnel ou non. Enfin, cette formation propose un métier innovant de par ses futures actions. L’« aidant naturel », jusque-là en partie oublié du système d’aide et de soins, se voit proposer un encadrement et un accompagnement exclusif et spécifique tout au long de sa vie d’aidant. Ainsi, le technicien-coordinateur permettra à chaque professionnel d’une structure de retrouver les rôles propres à leur fonction.

## Conditions générales d’exercice
Le métier peut s'exercer dans un bureau, avec de fréquents déplacements sur une zone géographique déterminée (visites au domicile de l’aidant, travail de liaison avec des organismes du champ sanitaire et social, avec des associations, tenue de permanences…). L'activité s'effectue aussi bien sous la forme d'une relation bilatérale que dans un travail d'équipe, à l'intérieur comme à l'extérieur d’une structure. L’exercice du métier nécessite, dans tous les cas, d'observer des règles de discrétion et, selon les structures, de respecter le secret professionnel. Le technicien-coordinateur travaille en collaboration avec les psychologues, les médecins, cadre de santé, travailleurs sociaux… Il est un maillon d'une prise en charge globale et pluridisciplinaire qui englobe les champs du sanitaire, du social et du médical.

## Formation et expérience
Ce métier est accessible aux titulaires d'un BAC+2 en sciences humaines et sociales ou secteur sanitaire et social (BTS, Licence 2, reprise d’étude…) ayant obtenu une licence professionnelle de technicien-coordinateur de l’aide psychosociale aux aidants. Une bonne connaissance des champs médico-psychologique, sanitaire et social ainsi que du tissu associatif est souhaitée.

## Compétences techniques de base
- Savoir  écouter, identifier et analyser la nature d’un besoin exprimé par un aidant, ses attentes, ses difficultés, ses inquiétudes et son fardeau.
- Savoir informer, créer des réseaux dans le champ sanitaire et social, mettre en lien, coordonner des actions, orienter les aidants vers les professionnels les plus compétents pour résoudre leurs difficultés psychosociales et prévenir les troubles psychologiques qui peuvent en résulter.
- Savoir observer un système familial
- Savoir (gérer) appliquer et adapter les programmes de psychoéducation élaborés et supervisés par les psychologues et les médecins.
- Savoir évaluer régulièrement l'évolution des situations et contribuer au réajustement éventuel des interventions mises en place.

## Compétences associées
- Posséder des connaissances en psychologie, en sociologie et en santé publique.
- Posséder des connaissances concernant les structures et réseaux œuvrant dans la prise en charge et l'aide aux personnes atteintes d'une maladie chronique et à leur entourage
- Posséder des connaissances en droit social.

## Capacités liées au métier
Le métier requiert d'être capable de : 
- Mettre en œuvre une posture professionnelle d'écoute, d'empathie et de discrétion basée sur des méthodes et outils formalisés
- Travailler en concertation et en complémentarité avec des acteurs divers des champs médico-psychologique, sanitaire et social, associatif.
- Savoir se constituer un réseau relationnel auprès de l'ensemble des acteurs et interlocuteurs-ressources sur un territoire d'intervention.
- Savoir gérer des informations et des données confidentielles,
- Savoir être discret
- Savoir rester bien informé sur les évolutions techniques du métier
- Savoir bien utiliser l’éventail des moyens modernes d’information
- Savoir participer à des projets visant à développer des actions individuelles et collectives de prévention et d'éducation pour la santé

## Activités spécifiques
Champs d'intervention
- Petite enfance, enfance et adolescence, âge adulte et personnes âgées
- Modes d'intervention :

Entretiens d’évaluation (identifier des besoins, des difficultés) et entretiens de relation d’aide.
- Interventions auprès de groupes, de familles.
- Entretiens téléphoniques.

Type de secteur
- Public.
- Privé.
- Associatif.

## Lieux d’exercice de l’activité
- Pour les personnes âgées : Les CLIC, les MAIA, les consultations mémoire, dès le diagnostic ou la demande de prise en charge, les associations les associations de patients, de familles, d’aide aux aidants et d’aide à domicile, les bureaux d’aide sociale et les services de la coordination gérontologique au niveau des mairies, le Conseil Général… ;
- Pour les enfants et les adolescents: Les PMI, les CMPP et les CMP, les divers lieux d’accueil et de consultation pour la petite enfance, l’enfance et l’adolescence, les associations de patients, de familles et d’aide aux aidants, le Conseil Général, la MDPH…
- Pour les adultes: Les centres de consultation, les hôpitaux et hôpitaux spécialisés, les établissements sociaux et médico-sociaux, les associations de patients, de familles et d’aide aux aidant, le Conseil Général, la MDPH…

## Les différences professionnelles
La différence la plus visible et réductrice entre le Technicien-Coordinateur de l’aide psychosociale aux aidants et le travailleur social est que le Technicien-Coordinateur de l’aide psychosociale aux aidants oriente son approche à travers le travail avec le proche aidant, c'est lui qu'il veut aider d'abord et avant tout tandis que le travailleur social travaille avec l'environnement de la personne en difficulté pour adapter celui-ci aux besoins particuliers de la personne. C'est pourquoi il est important de savoir travailler en partenariat, puisque la plupart des professions d'ordre sociales sont complémentaires les unes aux autres. 
Ce métier,est par ailleurs, menacée d'une grave dévalorisation par la mise en place de formations courtes destinées aux bénévoles et salariés auxquels des tâches professionnelles seront confiées.